# Evgénia Sarkisian
Pour les articles homonymes, voir Sarkisian.
Evgénia Sarkisian (Saré de son nom d’artiste) est une artiste peintre et scénographe française d'origine arménienne née en 1959 à Erevan.

## Biographie
En 1976, elle entre à l’Institut de Théâtre et des Beaux-arts d'État d'Erevan, où elle obtient en 1982 un Diplôme d'État en scénographie et costumes de théâtre et de cinéma. En 1979, encore étudiante, elle est invitée à réaliser sa première scénographie au Théâtre russe Stanislavski d'Erevan, qu’elle intègre officiellement en 1982, l'année de sa première exposition de groupe en tant qu'artiste peintre à l'Union des Artistes d'Arménie à Erevan, où également eut lieu sa première exposition personnelle en 1984.
En 1987, après sa première exposition personnelle au-delà des frontières de l'Union Soviétique (à l'Union des Artistes de (Bydgoszcz à Pologne), elle devient scénographe-en-chef du Théâtre National de la Jeunesse d'Erevan. Avant de s’installer à Paris en 1991 et de se consacrer entièrement à la peinture, Saré crée les décors et les costumes pour plus de quarante productions théâtrales ,.

## Œuvre
Ayant travaillé la gravure, l'eau-forte, la monotype et la sculpture, Saré est notamment connue grâce à ses huiles sur toile. Son univers de "réalisme grotesque" est peuplé de créatures aux habits sophistiqués et souvent raffinés - contribution certaine de son premier métier de scénographe, dont elle parle dans ses interviews,.
Ses créatures évoquent le Moyen Âge, les inventions des grands peintres flamands, le monde fantastique des Contes d'Hoffmann, ou encore apparaissent "sorties des pages d’un Gombrowicz"(Le Figaro, 25 mai 2005).
En 2004, elle devient membre de la Fondation Taylor et y expose depuis régulièrement ses œuvres.
En octobre 2017, elle remporte le 1er Prix ainsi que le Grand Prix de la 10e Triennale Mondiale de l’Estampe à Chamalières et est l'invitée d'honneur de son onzième édition .
En janvier 2018, son œuvre fait la couverture du magazine Artension.
Ses œuvres sont exposées en permanence à la "Galerie Bettina" (Paris), à la "Galerie 21" (Toulouse), à la galerie "Am Roten Hof" (Vienne) et à la "Galeri 77" (Istanbul).

## Expositions

### Expositions personnelles
- 2022 - Galerie Rêvons c’est l’heure, Tours[10]
- 2021 - 11e Triennale mondiale de l’estampe. Espace Simone Veil, Chamalieres[7], "Fifigrot", Galerie 21, Toulouse[11], "Invisibles dédales" Galerie l’Âne bleu, Marciac[12], "Féérie intime" Centre LGBTQI+, Paris[13]
- 2020 - Galeri 77, Istanbul[14]
- 2019 - Galerie Sargis Muradyan, Université Slave, Erevan[15], Galerie Du Jansanet, Troyes[16], Galerie 21, Toulouse-Balma[4]
- 2018 - Muse Gallery (Columbus, Ohio), Artspace[17] (Oakville, Canada), Espace Christiane Peugeot, Paris[9]
- 2017 - Galerie Da Vinci Art, Paris[18]
- 2016 - Galerie am Roten Hof[19] (Vienne, Autriche), Melkart Gallery[20] (Paris, France), Hovhannes Tumanyan Puppet Theatre (Yerevan, Arménie)
- 2015 - Galerie A l'Ane bleu[21] (Marciac, France), Galerie Mouvances (Paris, France), Galerie Edition 88 (Luxembourg), Hilton Columbus Downtown (Columbus, Ohio)
- 2014 - Communications History Museum (Kaunas, Lituanie), Herkaus Galerija[22] (Klaipèda, Lituanie), Kelme Area Museum (Kelme, Lituanie), Musée Lituanien du Théâtre, Musique et Cinéma (Vilnius, Lituanie), Université Slave (Erevan, Arménie), Klaipėdos Galerija (Klaipada, Lituanie)
- 2013 - Muse Gallery[23] (Columbus, Ohio), Galerie Edition 88 (Luxembourg)
- 2012 - Galerie Edition 88 (Luxembourg), Galerie Mouvances (Paris, France), Cultural Arts Center[24](Columbus, Ohio)[25],[26]2010 - Edition 88[27] (Luxembourg), Galerie Mouvances (Paris, France)
- 2009 - Galerie Thuillier[28] (Paris, France), Muse Gallery (Columbus, Ohio), Galerie Talbot (Paris, France)
- 2008 - Galerie Thuillier (Paris, France), Muse Gallery (Columbus, Ohio), Galerie Mouvances (Paris, France), Pomegranate Gallery[29] (New York, États-Unis)
- 2006 - Galerie Mouvances (Paris, France), Galerie Thuillier (Paris, France), Muse Gallery (Columbus, Ohio)
- 2005 - Galerie Thuillier[30] (Paris, France)
- 2004 - Fondation Taylor[31] (Paris, France), Cultural Arts Center (Columbus, Ohio), Opus Gallery (Cleveland, Ohio), Artistically Bent[32], (Columbus, Ohio)
- 2003 - Galerie Carmen Cassé[33] (Paris, France) [34], Union des Artistes (Erevan, Arménie)
- 2000 - Galerie Graf (Heidelberg, Allemagne)
- 1999 - Centre diamantaire Lorenzi (Paris, France)
- 1996-1998 - Conservatoire XVI Francis Poulenc (Paris, France)
- 1995 - Maison Centrale des Artistes[35] (Moscou, Russie) [36]
- 1992-1994 - Galerie Les Cent (Paris, France)
- 1988 - Union des Artistes (Gdansk, Pologne), Théâtre Expérimental (Erevan, Arménie)
- 1987 - Union des Artistes (Erevan, Arménie), Union des Artistes (Bydgoszcz, Pologne)
- 1984 - Union des Artistes (Erevan, Arménie)

### Expositions de groupe
- 2011 - Galerie Vanaura[37] (Versailles, France)
- 2005 - Artists and Life (Toit de la Grande Arche de la Défense, Paris, France
- 2004 - Salon de la Figuration Critique[38] (Espace Saint Martin, Paris, France)
- 2003 - Salon de la Figuration Critique, Château de la Briantais (Saint-Malo, France)
- 2002 - Salon de la Figuration Critique (Gouville-sur-Mer, Carolles, Pontlevoy, France)
- 2001 - Galerie Thuillier (Paris, France)
- 2000 - Galerie Thuillier (Paris, France), Galerie Art Présent (Paris, France), Salon de la Figuration Critique (Toit de la Grande Arche de la Défense, Paris, France)
- 1999 - Quinta das Cruzadas (Sintra, Portugal), Galerie Thuillier (Paris, France), Künstlerkreis (Burg Strechau, Burg Gallenstein, Autriche), Salon de la Figuration Critique (Toit de la Grande Arche de la Défense, Paris, France)
- 1998 - Salon de la Figuration Critique (Toit de la Grande Arche de la Défense, Paris, France)
- 1997 - Regards du Monde (Toit de la Grande Arche de la Défense, Paris, France)
- 1995 - Les Anges et les Autres (Nectar des Bourbons, Paris, France)
- 1994 - La lumière et l'espoir (Centre Culturel de Villeurbanne, France), Les Peintres Arméniens à Moscou (Moscou, Russie)
- 1993 - Salon de Peinture, UNESCO (Paris, France), Galerie du Temple (Paris, France), Pour vos cadeaux, (Galerie Les Cent, Paris, France)
- 1992 - Hommage à Jean Cocteau (Milly-la-Forêt, France), Papiers d'Arménie, Galerie Les Cent (Paris, France), Salon des indépendants (Grand Palais, Paris, France), Le Cheval, Salon d'Arts Plastiques (Haras Les Martinières, France), Galerie Les Cent (Paris, France)
- 1988-1991 - L'Exposition du Printemps (annuelle, Erevan, Arménie)
- 1990 - Galerie Fürstenberg - Paris, France
- 1988 - Les Peintres d’Arménie, Centre Pirosmani (Tbilissi, Géorgie), Le jour du Peintre (Erevan, Arménie)
- 1985 - Exposition de jeunes Artistes (Erevan, Arménie), Galerie de l'Art (Erevan, Arménie), Les Peintres d’Arménie (Moscou, Russie)
- 1984 - Peintres du Théâtre et du Cinéma (Erevan, Arménie), Peintres du Théâtre et du Cinéma (Moscou, Russie)
- 1982 - Union des Artistes d'Arménie (Erevan, Arménie), Scénographes du Théâtre et du Cinéma d’Arménie (Tbilissi, Géorgie)

## Théâtre
Evgénia Sarkisian a réalisé la scénographie et les costumes pour plus de 40 productions théâtrales, dont :
- 1979 - La Chasse aux canards d'Alexandre Vampilov - Théâtre russe Stanislavski d'Erevan
- 1982 - Comme il vous plaira de William Shakespeare - Théâtre russe Stanislavski d'Erevan
- 1984 - Le Banc d'Alexander Isaakovich Gelman, Zinoulia d'Alexander Isaakovich Gelman - Théâtre russe Stanislavski d'Erevan, puis en tournée dans les théâtres nationaux de Pologne et de Tchécoslovaquie en 1985
- 1985 - Mère Courage et ses enfants de Bertolt Brecht, En tête-à-tête avec tout le monde d'Alexander Isaakovich Gelman - Théâtre russe Stanislavski d'Erevan
- 1991 - Antigone de Jean Anouilh - Théâtre russe Stanislavski d'Erevan
- 1994 - La Fête virile de Fatima Gallaire - Compagnie de L'Atelier International de L'Acteur, Paris
- 1998 - A vos souhaits! de Pierre Chesnot, Théâtre russe Stanislavski d'Erevan
- 2000 - Taparnigos, dentiste pour dames de Hagop Baronian - Théâtre Déjazet, Paris, Théâtre Firmin Gémier-L'Azimut, Antony

## Cinéma
Décors et costumes
- 1990 - Sept jours de délai, réalisateur: Ara Yerndjakyan
- 1991 - Dzayn barbaro... (Le Cri dans le désert), réalisateur: Vigen Chaldranyan
- 1998 - Delusion, réalisateur: Anna Terean - Paradjanov Avard" for creativity, original vision and artistic qualities, AFFMA Film Festival, Hollywood 1999